# Martinet des Célèbes
Hirundapus celebensis
Espèce
Synonymes
- Chaetura gigantea celebensis
P.L. Sclater, 1866 (protonyme)

Statut de conservation UICN

 LC  : Préoccupation mineure
Le Martinet des Célèbes (Hirundapus celebensis) est une espèce d'oiseaux de la famille des Apodidae.

## Répartition
Son aire s'étend à travers la péninsule de Minahasa el les Philippines.